# Мама Коча
В мифологии инков Мама Коча (Mama Cocha) — мать воды, богиня моря и рыбалки, покровительница мореплавателей и рыбаков, а также жена верховного божества Виракоча.
Ей приносились дары для успокоения моря во время бурь и для получения хорошего улова. Часто изображалась в виде дождя насыщающего влагой землю.
Одна из «четырёх матерей» представляющих собой женское начало жизни:
- Пачамама или мать земли
- Мама Нина или мать огня
- Мама Вайра или мать воздуха
- Мама Коча или мать воды